# Anguloa virginalis
Anguloa virginalis är en orkidéart som beskrevs av Jean Jules Linden och Benjamin Samuel Williams. Anguloa virginalis ingår i släktet Anguloa och familjen orkidéer.

## Underarter
Arten delas in i följande underarter:
- A. v. turneri
- A. v. virginalis

## Bildgalleri

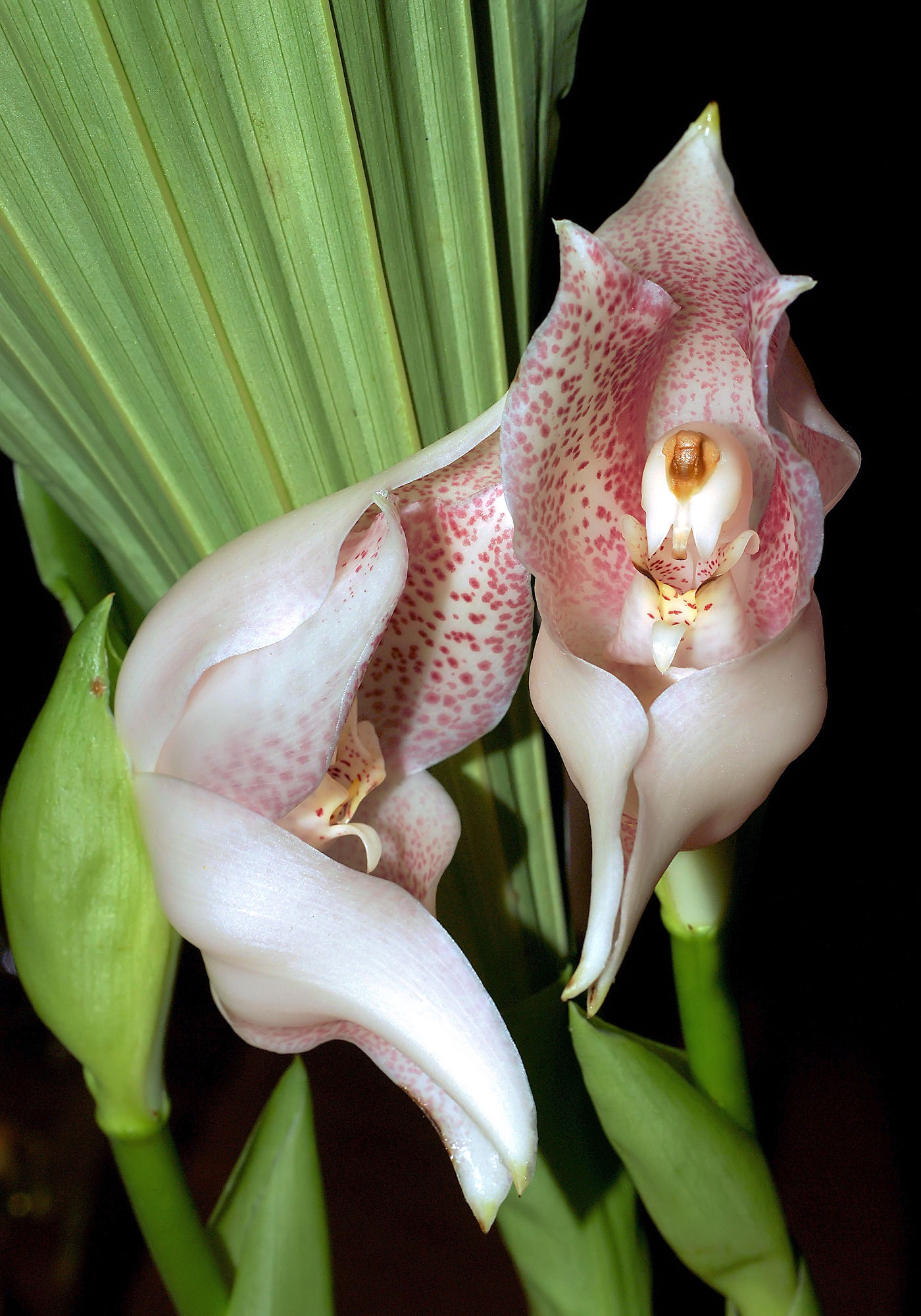
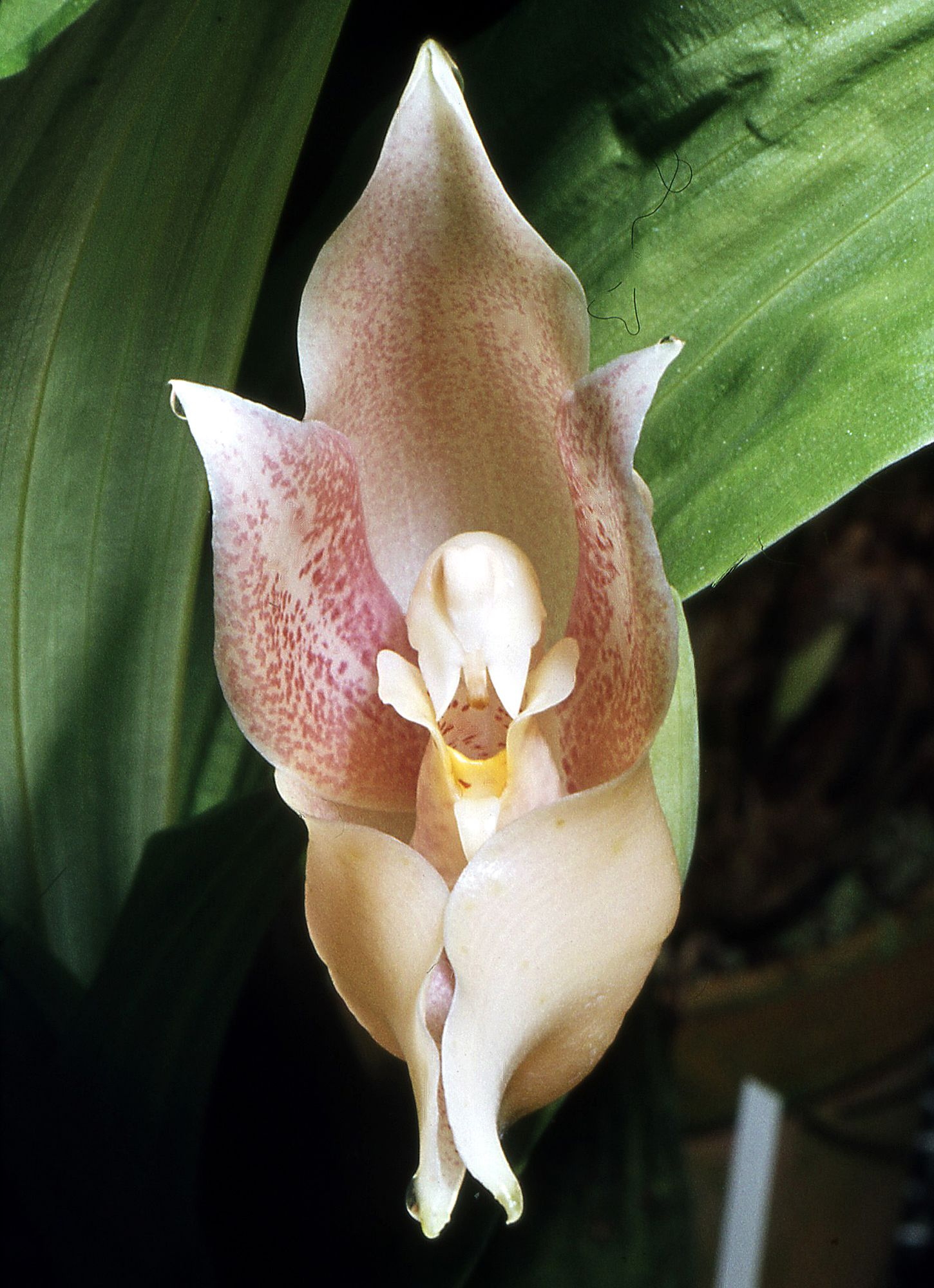
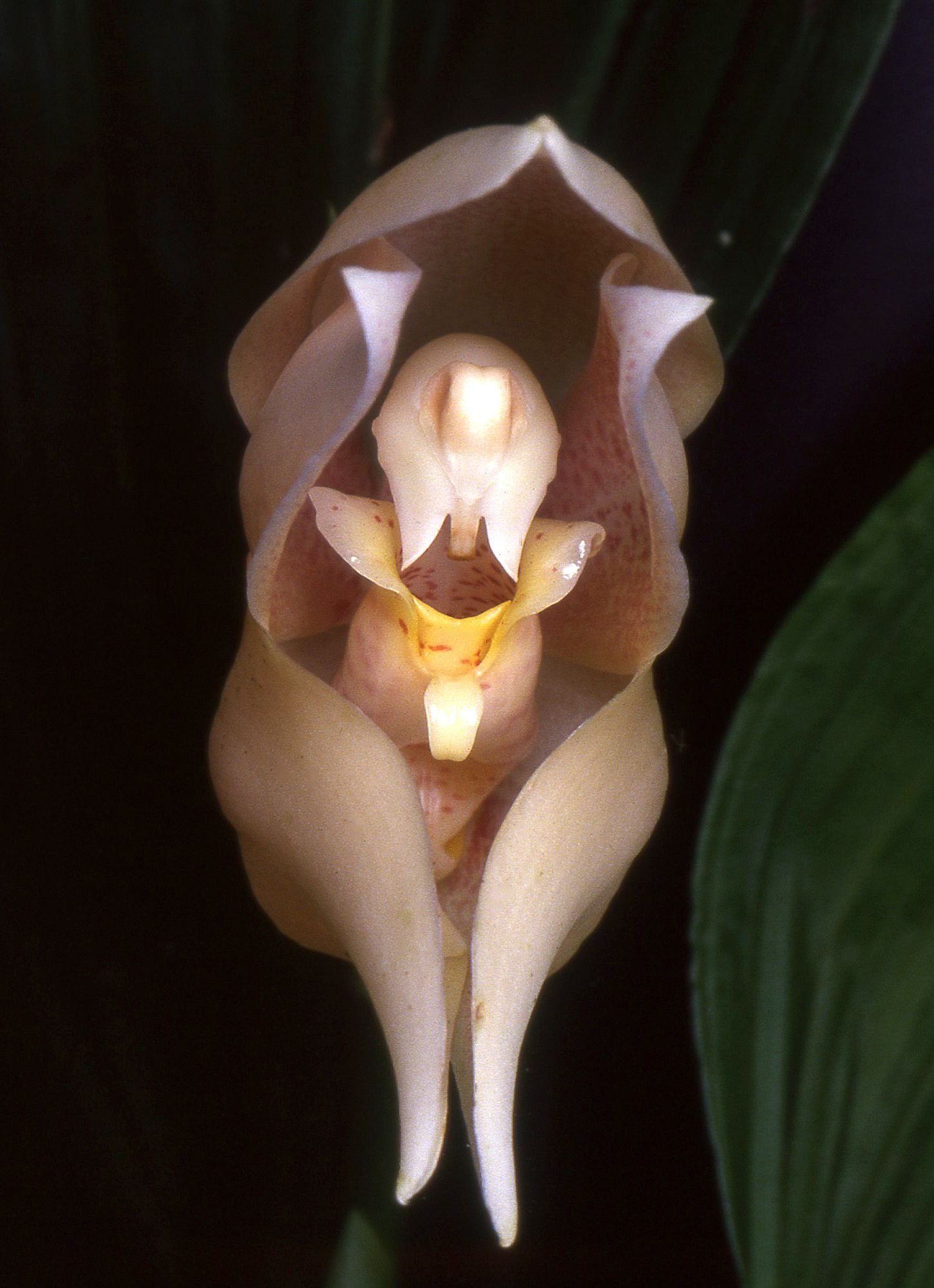
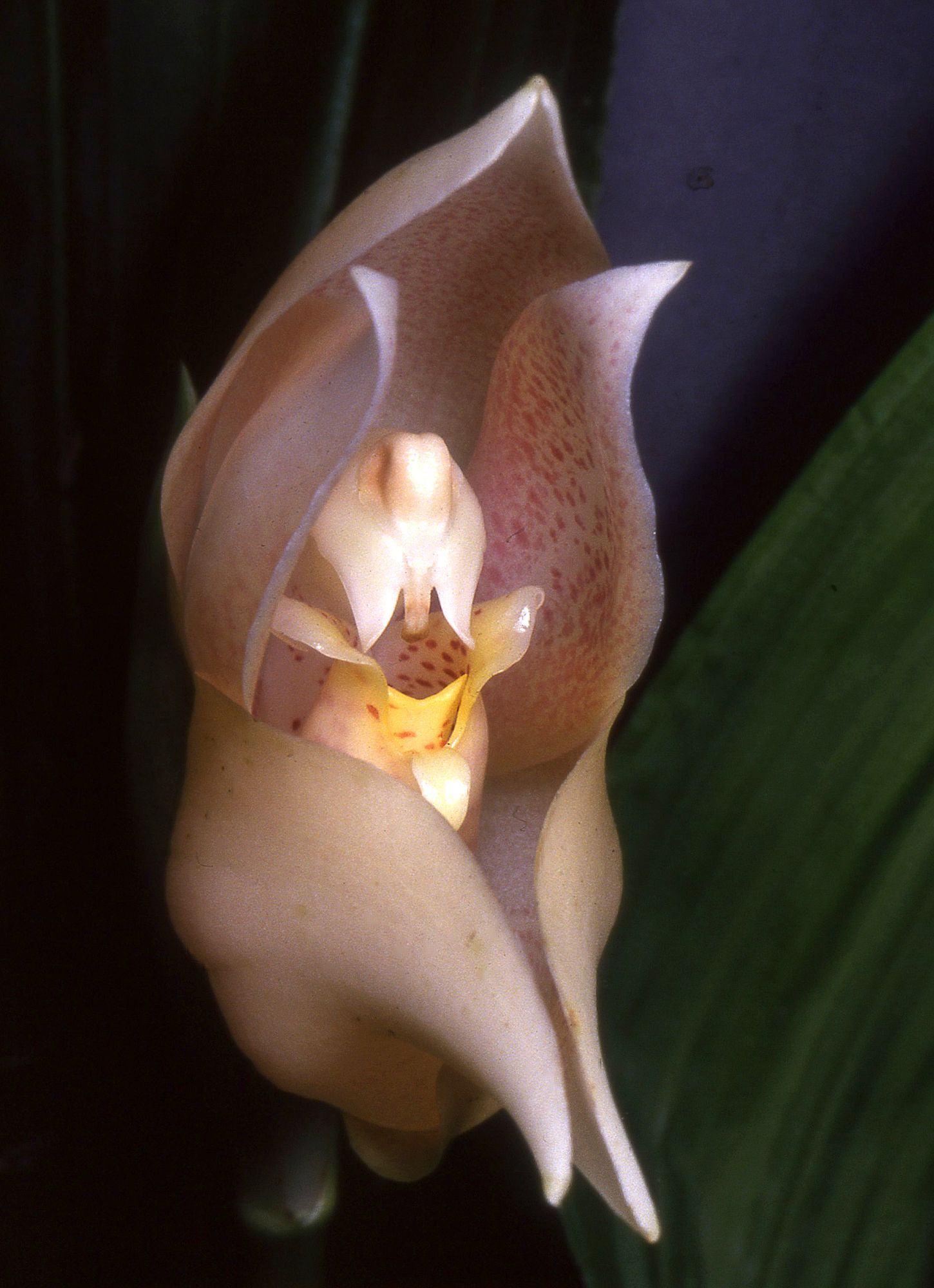
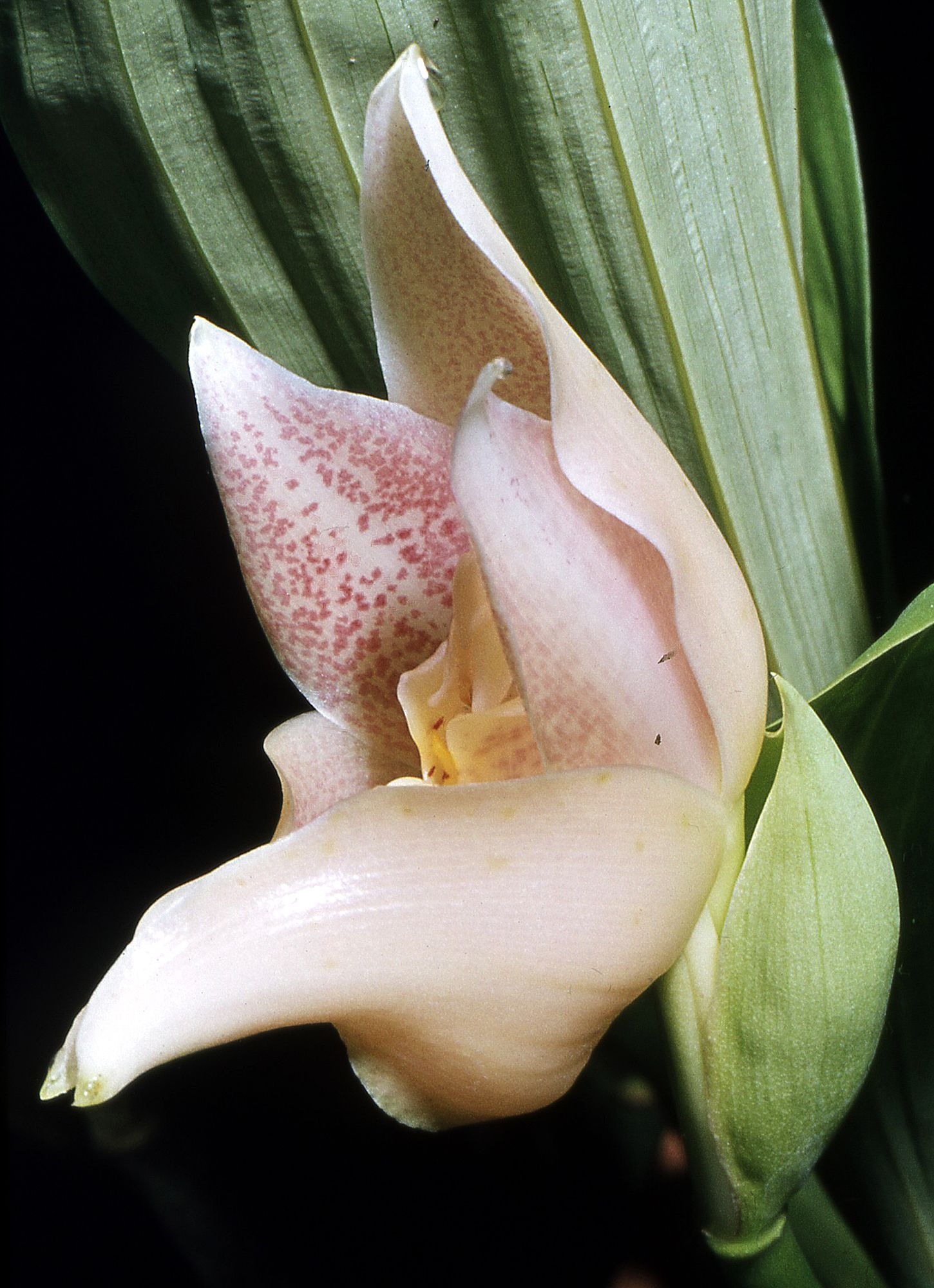